# Kama Sutra
Kama Sutra (sanskrtski: कामसूत्र = stihovi želja) je drevni tekst indijske sanskrtske književnosti koji sadrži savjete za različite seksualne aktivnosti. Djelo je u velikoj mjeri napisao u prozi. Kāma znači senzualnost ili seksualno zadovoljstvo, i sūtra što u tim smislu znači konopac koji drži stvari zajedno. Jedno je od najutjecajnijih djela povijesti svjetske kulture na temu erotske ljubavi.
Kao autor teksta se tradicionalno navodi hinduistički filozof Mallanaga Vatsyayana koji je živio između 4. i 6. stoljeća.
Tekst sadrži 1250 stihova podijeljenih u 36 poglavlja, odnosno 7 dijelova. 
Kama Sutra je prvi put prevedena 1884. od strane Richard Francis Burtona iz sanskrta na engleski jezik. Zapadni svijet to je djelo u velikoj mjeri pogrešno shvatilo kao priručnik za seksualne aktivnosti.